# Mohamed Chakouri
Mohamed Chakouri (Arles, 21 maggio 1986) è un ex calciatore francese naturalizzato algerino, di ruolo difensore.

## Carriera

### Club
Ha giocato nella seconda divisione francese e nella massima serie belga.

### Nazionale
Ha giocato nelle nazionali giovanili francesi Under-19 ed Under-21.

## Palmarès

### Nazionale
- Campionato d'Europa Under-19: 1

2005